# 国際セーフティー
国際セーフティー株式会社は、大阪府大阪市にある警備会社で、警備業とセキュリティ機器販売、ビルメンテナンス業を営んでいる。
主に、機械警備事業・常駐警備事業・イベント警備事業・ビルメンテナンス事業・AED販売を手がけている。旧社名は国際警備保障株式会社。